# Ordine della Croce dell'indipendenza
L'Ordine della Croce dell'Indipendenza è un ordine cavalleresco polacco.

## Storia
L'ordine è stato fondato il 5 agosto 2010 in ricordo della Croce dell'Indipendenza istituita il 29 luglio 1930.

## Classi
L'ordine dispone delle seguenti classi di benemerenza:
- Cavaliere di I classe: a coloro che hanno guidato la lotta o combattuto con le armi per l'indipendenza e la sovranità della patria con un sacrificio straordinario
- Cavaliere di II classe: a coloro che per un periodo di tempo significativo, o in casi di estremo pericolo abbiano difeso l'indipendenza e la sovranità della patria, combattendo per la sua guarigione, o per il mantenimento dell funzionamento delle istituzioni e delle tradizioni della Repubblica di Polonia.

| Insegne                | Insegne               |
| ---------------------- | --------------------- |
|                        |                       |
| Nastri                 |                       |
| Cavaliere di II classe | Cavaliere di I classe |

## Insegne
- Il nastro è azzurro con due strisce oro caricate di una strisce rosse.